# Полезные ископаемые Косова

Карта Косова

Косово богато полезными ископаемыми. До 1980-х годов тяжёлая промышленность в Косове развивалась, так что там помимо многочисленных рудников там также действовали заводы по обработке сырья. Во времена Милошевича в отрасль практически не было инвестиций, а Косовская война привела к серьёзным разрушениям на промышленных предприятиях. До сих пор из-за неопределённой правовой ситуации не было достигнуто заметного оживления добычи. Только добыча лигнита была увеличена из-за внутреннего спроса. По оценкам ООН, инвестиции в горнодобывающую отрасль могли бы создать 35 000 рабочих мест. Своим собственным сырьём, по этим оценкам, Косово может обеспечивать себя ещё примерно 1000 лет (при таком же потреблении).
В Косове находятся преимущественно месторождения свинца, цинка, никеля и лигнита. Кроме того, присутствуют месторождения серебра, золота, кобальта, алюминия, железа, кадмия, магнезита, а также хрома.

## Месторождения

### Уголь
Из сортов угля в Косове наиболее распространён лигнит (мягкий бурый уголь). Косовский бассейн лигнита простирается от Косовской Митровицы на севере и до Качаника на юге. Концентрация серы составляет до 0,8 %, содержание воды — до 45 %. Запасы угля в бассейне оцениваются в 11,5 миллиардов тонн, извлекаемые — 8,8 миллиарда тонн.
Уголь из Метохийского бассейна имеет схожее качество с углём Косовского бассейна. Его запасы оцениваются в 2,7 миллиарда тонн, извлекаемые — 1,5 миллиардов тонн. Лигнит также обнаружен в Дреничском бассейне, его запасы там оцениваются в 500 миллионов тонн.

### Свинец, цинк, серебро
Одним из крупнейших рудников по добыче свинца, цинка и серебра является Трепча (Стан Терг).
| Шахты            | Тонн      | Рb%  | Zn%   | Ag г/т |
| ---------------- | --------- | ---- | ----- | ------ |
| Бело Брдо        | 1 340 000 | 6,59 | 5,74  | 97,4   |
| Црнац            | 1 648 000 | 7,57 | 2,93  | 102,0  |
| Стан Терг        | 432 000   | 5,10 | 2,21  | 80,5   |
| Хайвалия         | 723 000   | 9,65 | 18,26 | 126,4  |
| Артана-Ново-Брдо | 2 700 000 | 4,43 | 5,42  | 140,6  |
| Всего            | 6 843 000 | 6,20 | 6,04  | 117,6  |

### Никель, кобальт, железо
Никелево-кобальтовые руды Косова находятся в месторождениях коры выветривания.
| Шахты    | Тонн       | Ni%  | Co%  | Fe2O3% |
| -------- | ---------- | ---- | ---- | ------ |
| Душкая   | 6 350 000  | 1,29 | 0,05 | 24,29  |
| Суке     | 630 000    | 1,36 | 0,06 | 30,56  |
| Гллавица | 6 240 000  | 1,55 | 0,05 | 21,53  |
| Всего    | 13 220 000 | 1,42 | 0,05 | 23,29  |

### Бокситы
| Шахты   | Тонн      | Al2O3% | SiO2% | TiO2% | Fe2O3% |
| ------- | --------- | ------ | ----- | ----- | ------ |
| Гребник | 1 700 000 | 49,00  | 2,25  | 1,50  | 27,50  |